# نبرد دروازه‌های کیلیکیه

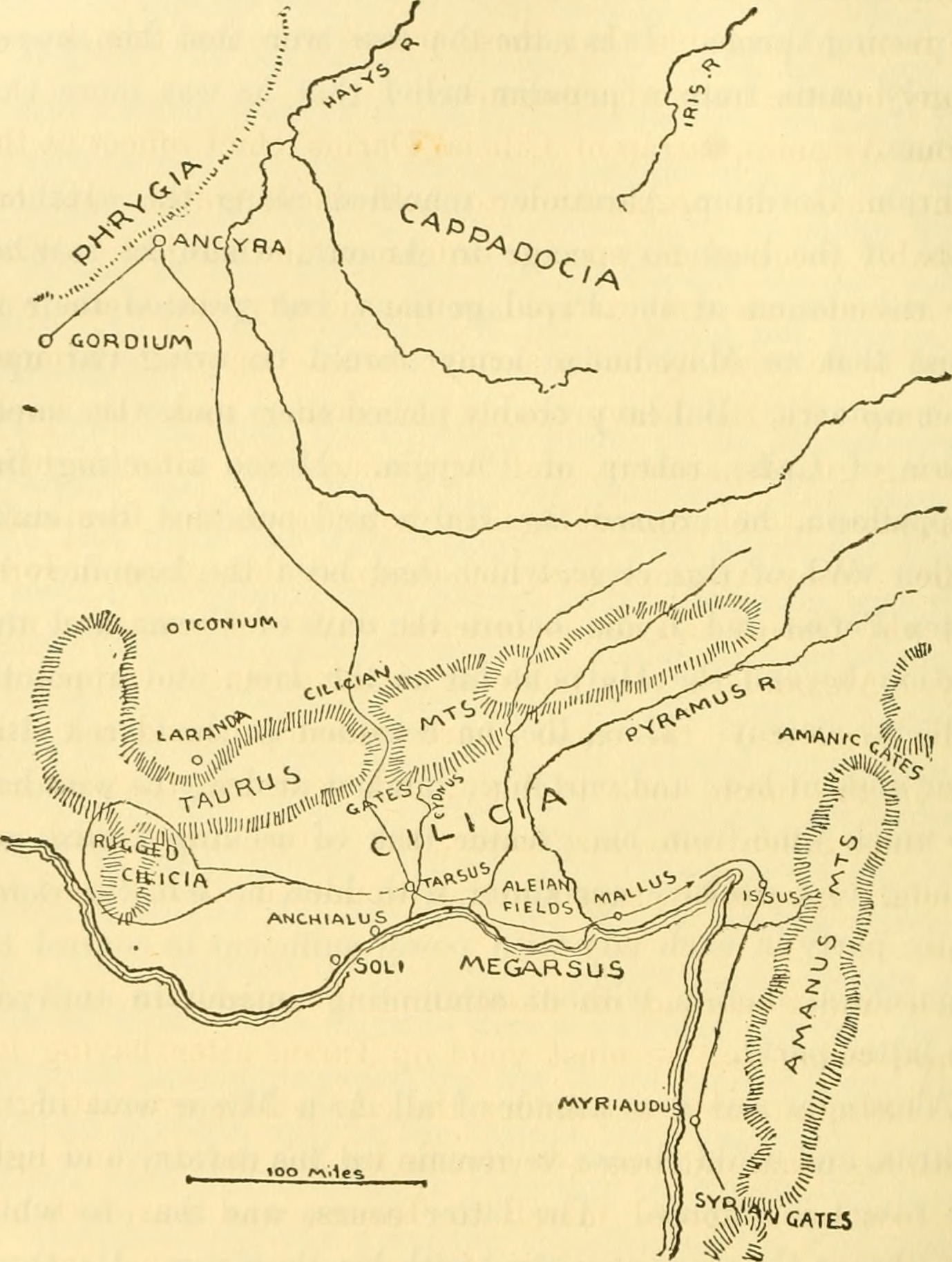
نمایی از نقشهٔ فتوحات اسکندر مقدونی در آسیای صغیر با مسیر عبور از دروازه کیلیکیه

نبرد دروازه‌های کیلیکیه نبرد سرنوشت‌سازی بود که در سال ۳۹ پیش از میلاد میان جمهوری خواهان رومی و لژیونرهای نیروهای رومی به رهبری پابلیوس ونتیدوس باسوس در کیلیکیه روی داد و منجر به پیروزی رومیان شد.

## پیش‌زمینه
پس از شکست رومیان در نبرد حران به رهبری کراسوس، مرزهای شرقی جمهوری روم چندین بار مورد حمله ایرانیان قرار گرفت. گایوس کاسیوس لونگینوس، ژنرال رومی، در یکی از این نبردها در برابر سپاهیان ایرانی پایداری کرده بود و مانع اشغال سرزمین‌های شرقی جمهوری توسط اشکانیان شده بود. اما در سال ۴۰ پیش از میلاد، ایرانیان با همکاری نیروهای جمهوری‌خواه رومی که به تازگی در جنگ داخلی در برابر تریوم‌ویرات دوم (متشکل از اکتاویان، مارکوس آنتونیوس، و مارکوس امیلیوس لپیدوس) شکست خورده بودند، با موفقیت به قلمروی رومیان حمله‌ور شدند و در مدت کوتاهی، تمام قلمروی آسیایی آنان، به جز چند شهر که با موفقیت پایداری کرده بودند، را فتح کردند. پس از این اتفاق، مارکوس آنتونیوس که مطابق توافق میان اعضای تریوم‌ویرات (حکومت سه‌نفره) حاکمیت شرق را در اختیار داشت، پابلیوس ونتیدیوس باسوس را به همراه سپاه پرشماری به جنگ پاکور و متحدانش فرستاد. ونتیدیوس به طرز غافل‌گیر کننده‌ای در سواحل آسیا نیروهایش را پیاده کرد که این غافلگیری لابینوس را مجبور کرد به کیلیکیه عقب‌نشینی کند. آنجا بود که نیروهای لابینوس و ونتیدیوس در محلی به نام کوه‌های تاروس با یکدیگر روبرو شدند.

## پیامد
پس از نبرد، لابینوس تلاش کرد فرار کند، اما دستگیر و سپس اعدام شد. نیروهای جمهوری‌خواه رومی که در سپاه لابینوس بودند، پس از مرگ فرمانده‌شان به سپاه ونتیدیوس پیوستند. ایرانیان متحد جمهوری خواهان  به گذرگاه آمانوس عقب‌نشینی کردند، جایی که نبرد بزرگی میان ایرانیان و رومیان درگرفت و رومی‌ها توانستند ایرانیان را عقب برانند. پس از این نبرد، اشغال سوریه (استان روم) توسط ایرانیان به پایان رسید و این منطقه دوباره تحت کنترل جمهوری روم بازگشت.